# Amphicyonidae
Amphicyonidae je zaniklá čeleď šelem, žijících v období eocénu až pleistocénu. Vyskytovaly se v Severní Americe, Evropě, Asii a v Africe. Někdy bývají označováni jako "psi medvědovití", a to na základě jejich příbuznosti s psovitými a zároveň medvědovitými šelmami. Fosilní pozůstatky rodu Amphicyon již byly nalezeny i na území České republiky (například lokalita Ahníkov).

## Popis

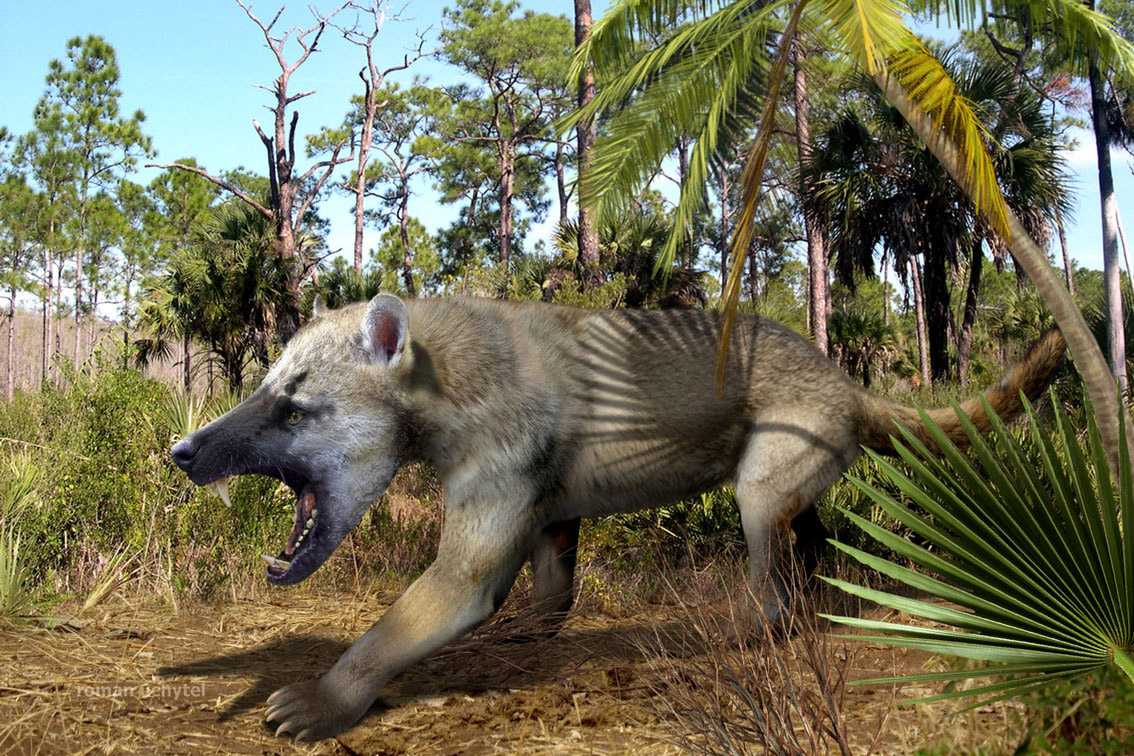
Rekonstrukce vzezření druhu Amphicyon ingens

Tato čeleď zahrnovala mnoho druhů různých velikostí. Nejmenší formy vážily kolem 5 kilogramů, největší zástupci měli až kolem 600 kg. Všichni byli masožravci, často na vrcholu potravního řetězce a to zejména v období oligocénu a počátku miocénu. Od pliocénu začali ubývat, než na počátku pleistocénu úplně vymřeli. Není jisté proč, ale je možné, že kvůli potravní konkurenci jiných šelem, například velkých zástupců kočkovitých.

## Zástupci
- Agnotherium
- Amphicyon
- Amphicyonopsis
- Adilophontes
- Brachycyon
- Cynelos[3]
- Cynodictis
- Euroamphicyon
- Gobicyon
- Guangxicyon
- Haplocyon
- Haplocyonoides
- Haplocyonopsis
- Harpagocyon
- Adilophontes
- Ischyrocyon
- Paradaphoenus
- Pericyon
- Pliocyon
- Proamphicyon
- Protemnocyon
- Pseudarctos
- Pseudamphicyon
- Pseudocyon
- Pseudocyonopsis
- Symplectocyon
- Ysengrinia
- Borocyon
- Brachyrhyncocyon
- Daphoenictis
- Daphoenodon
- Daphoenus
- Paradaphoenus
- Mammacyon
- Temnocyon